# 리처드 스파이트 주니어
리처드 스페이트 주니어(Richard Speight Jr., 영어 발음: /speɪt/, 1970년 9월 4일 ~ )는 미국의 배우이다.

## 출연 작품
- 드라이브: 분노의 질주 (2019)
- 올 어바웃 더 머니 (2017)
- 위크 (2015)
- 아메리카 101 (2013)
- 눕즈 (2012)
- 크레이브 (2012)
- 애플박스 (2011)
- 어드리프트 (2006)
- 제리코 (2006)
- 러브 포 렌트 (2005)
- 수퍼내추럴 시즌1 (2005)
- 인투 더 웨스트 (2005)
- 땡큐 포 스모킹 (2005)
- 엉클 샘 (2002)
- 밴드 오브 브라더스 (2001)
- 빅 몬스터 온 캠퍼스 (2000, Boltneck)
- 예스, 디어 (2000)
- 인 갓 위 트러스트 (2000)
- 스피드 2 (1997)
- 인디펜던스 데이 (1996)
- 에이리언의 위장 침투 (1995, Out There)
- 작은 악마의 유희 (1992)
- 굿바이, 미스 4th 오브 줄라이 (1988)
- 러브 리즈 더 웨이: 어 트루 스토리 (1984)